# Tyrone Wallace
Pour les articles homonymes, voir Wallace.
Tyrone Wallace Jr, né le 10 juin 1994 à Bakersfield, Californie, est un joueur américain de basket-ball. Il évolue aux postes de meneur et d'arrière

## Carrière

### Carrière universitaire
Tyrone Wallace joue pour l'équipe du lycée de Bakersfield en Californie avec qui il a inscrit 1 767 points durant toute sa scolarité. Il a été élu à deux reprises meilleur joueur de l'année de son équipe et en 2012, lors de son année senior, il est élu dans Second Team All-CIF selection.
En 2012, Tyrone Wallace rejoint l'Université de Californie à Berkeley où il joue pour les Golden Bears de la Californie. Lors de sa première année, il n'est qu'à 10 reprises sur le cinq majeur et tourne à une moyenne de 7,2 points et 4,4 rebonds par match. Lors de sa seconde année, il débute davantage de matchs et il est le joueur de l'équipe qui a réalisé le plus d'interception (44) et de 3 points marqués (43) sur la saison. Lors de sa troisième saison, il devient un joueur majeur des Golden Bears avec une moyenne de 17,1 points, 7,1 rebonds et 4 passes décisives par match. Il est nommé dans la première équipe du All-Pac 12 et finaliste du Bob Cousy award en 2015.
Le 23 avril 2015, il se déclare candidat à la Draft 2015 de la NBA mais les projections le positionne au second tour. Il retire son nom et effectue sa dernière année avec les Golden Bears.

### Carrière professionnelle
Tyrone Wallace est sélectionné en 60e position par les Jazz de l'Utah lors de la Draft 2016 de la NBA.
En juillet 2016, il participe à la NBA Summer League avec les Jazz. Le 31 octobre 2016, il est envoyé chez les Stars de Salt Lake City, l'équipe de D-League affiliée aux Jazz. Il est coupé le 10 novembre car il est blessé. Le 14 novembre, il resigne avec les Stars. À l'issue de la saison, le 18 juillet 2017, les Jazz abandonnent les droits sur Wallace, il peut donc s'engager avec n'importe quelle équipe.
Le 27 septembre 2017, il s'engage avec les Clippers de Los Angeles et participe à leur camp d'été. Il est coupé à l'issue de la présaison, il n'est pas conservé par les Clippers mais rejoint les Clippers d'Agua Caliente, son équipe affilié en D-League, pour la saison 2017-2018. Le 5 janvier 2018, les Clippers de Los Angeles lui signe un two-way contract grâce à ses bons résultats en D-League. Pour le reste de la saison, il alternera entre la NBA et la D-League. Le 10 janvier 2018, il inscrit 22 points face aux Warriors de Golden State, ce qui est son record de point en carrière.
Le 3 septembre 2018, il accepte une offre de contrat venant des Pelicans de La Nouvelle-Orléans mais deux jours après l'accord, les Clippers exercent leurs droits sur le joueur et l'accord entre Wallace et les Pelicans est annulé. Il effectue toute la saison 2018-2019 en NBA avec les Clippers. Le 6 juillet 2019, il est coupé par les Clippers.
Le 9 juillet 2019, il signe avec les Timberwolves du Minnesota. Il est coupé le 21 octobre 2019. Le 24 octobre 2019, les Hawks d'Atlanta le récupèrent. Le 24 novembre 2019, il est envoyé en D-League chez les Skyhawks de College Park. Le 15 décembre 2019, il est coupé par les Hawks d'Atlanta. Le 3 mars 2020, il rejoint les Clippers d'Agua Caliente pour finir la saison.
Il effectue toute la saison de D-League 2020-2021 avec les Clippers d'Agua Caliente.
Il participe à la NBA Summer League 2021 avec le roster des Pacers de l'Indiana.
Le 20 janvier 2022, il est envoyé chez les Nets de Long Island. Le 21 janvier, Long Island acquiert ses droits et les actives.
Le 11 mars 2022, il signe pour 10 jours en faveur des Pelicans de La Nouvelle-Orléans. Le 21 mars, il resigne un contrat de 10 jours avec les Pelicans. Le 28 mars, il est coupé par la franchise NBA de Louisiane et retourne en G-League avec les Nets de Long Island.
Le 26 juillet 2022, il quitte les États-Unis pour la France et le Paris Basketball. Il quitte le club parisien à l'issue de la saison 2022-2023 avec des moyennes par match de 16 points, 6 passes décisives et 4,8 rebonds en 28 matchs de championnat disputés. Il a également disputé 15 matchs d'EuroCoupe masculine de basket-ball pour une moyenne de 15,7 points par match.
Le 30 juin 2023, il s'engage dans le championnat turc avec Türk Telekomspor.
Le 10 juillet 2024, il signe un contrat d'une saison avec le Žalgiris Kaunas, club lituanien qui évolue en Euroligue de basket-ball. Wallace quitte le club en octobre.

## Clubs successifs
- 2012-2016 :  Golden Bears de la Californie (NCAA)
- 2016-2017 :  Stars de Salt Lake City (D-League)
- 2017-2018 :  Clippers d'Agua Caliente (D-League)
- 2018-2019 :  Clippers de Los Angeles (NBA)
- 2019 :  Hawks d'Atlanta (NBA)
- 2019 :  Skyhawks de College Park (G-League)
- 2020-2021 :  Clippers d'Agua Caliente (G-League)
- 2022 :  Nets de Long Island (G-League)
- 2022 :  Pelicans de La Nouvelle-Orléans (NBA)
- 2022 - 2023 :  Paris Basketball (Betclic Élite)
- 2023 - 2024:  Türk Telekomspor (TBL)
- 2024 :  Žalgiris Kaunas

## Palmarès
- First-team All-Pac-12 (2015)

## Statistiques

### Universitaires
Les statistiques en matchs universitaires de Tyrone Wallace sont les suivantes :
| Saison    | Équipe     | Matchs | Titul. | Min./m | % Tir | % 3pts | % LF | Rbds/m. | Pass/m. | Int/m. | Ctr/m. | Pts/m. |
| --------- | ---------- | ------ | ------ | ------ | ----- | ------ | ---- | ------- | ------- | ------ | ------ | ------ |
| 2012-2013 | Californie | 33     | 23     | 28,2   | 34,2  | 22,4   | 53,4 | 4,42    | 2,64    | 0,79   | 0,48   | 7,18   |
| 2013-2014 | Californie | 35     | 34     | 31,1   | 43,0  | 32,1   | 62,5 | 4,14    | 2,71    | 1,26   | 0,46   | 11,29  |
| 2014-2015 | Californie | 33     | 33     | 34,8   | 42,5  | 31,8   | 60,6 | 7,12    | 3,97    | 1,27   | 0,33   | 17,09  |
| 2015-2016 | Californie | 28     | 25     | 32,2   | 44,2  | 29,8   | 64,9 | 5,29    | 4,39    | 0,96   | 0,43   | 15,25  |
| Total     |            | 129    | 115    | 31,5   | 41,5  | 29,2   | 61,3 | 5,22    | 3,38    | 1,08   | 0,43   | 12,58  |

### En NBA
Les statistiques en matchs en NBA de Tyrone Wallace sont les suivants :

#### En saison régulière
| Saison    | Équipe              | Matchs | Titul. | Min./m | % Tir | % 3pts | % LF | Rbds/m. | Pass/m. | Int/m. | Ctr/m. | Pts/m. |
| --------- | ------------------- | ------ | ------ | ------ | ----- | ------ | ---- | ------- | ------- | ------ | ------ | ------ |
| 2018      | L.A. Clippers       | 30     | 19     | 28,4   | 44,5  | 25,0   | 78,2 | 3,50    | 2,40    | 0,90   | 0,40   | 9,70   |
| 2018-2019 | L.A. Clippers       | 62     | 0      | 10,1   | 42,4  | 21,1   | 52,6 | 1,60    | 0,70    | 0,30   | 0,10   | 3,50   |
| 2019-2020 | Atlanta             | 14     | 0      | 11,5   | 31,8  | 6,7    | 64,7 | 1,60    | 0,90    | 0,50   | 0,10   | 2,90   |
| 2022      | La Nouvelle-Orléans | 6      | 0      | 12,5   | 35,0  | 25,0   | 20,0 | 1,30    | 0,20    | 0,50   | 0,20   | 2,80   |
| Total     | Total               | 112    | 19     | 15,3   | 42,2  | 20,7   | 65,6 | 2,10    | 1,10    | 0,50   | 0,20   | 5,10   |

#### En Playoffs
| Saison | Équipe        | Matchs | Titul. | Min./m | % Tir | % 3pts | % LF | Rbds/m. | Pass/m. | Int/m. | Ctr/m. | Pts/m. |
| ------ | ------------- | ------ | ------ | ------ | ----- | ------ | ---- | ------- | ------- | ------ | ------ | ------ |
| 2019   | L.A. Clippers | 2      | 0      | 5,5    | 25,0  | 0,0    | 66,7 | 0,50    | 1,50    | 0,00   | 0,00   | 2,00   |
| Total  | Total         | 2      | 0      | 5,5    | 25,0  | 0,0    | 66,7 | 0,50    | 1,50    | 0,00   | 0,00   | 2,00   |

Mise à jour le 26 août 2021

### En NBA Development League
Les statistiques en matchs en NBA Development League de Tyrone Wallace sont les suivants :
| Saison    | Équipe         | Matchs | Titul. | Min./m | % Tir | % 3pts | % LF | Rbds/m. | Pass/m. | Int/m. | Ctr/m. | Pts/m. |
| --------- | -------------- | ------ | ------ | ------ | ----- | ------ | ---- | ------- | ------- | ------ | ------ | ------ |
| 2016-2017 | Salt Lake City | 38     | 15     | 26,8   | 45,2  | 24,2   | 69,7 | 3,90    | 3,60    | 1,30   | 0,30   | 14,70  |
| 2017-2018 | Agua Caliente  | 26     | 25     | 33,2   | 50,5  | 24,2   | 67,1 | 6,50    | 5,30    | 1,50   | 0,90   | 22,60  |
| 2019      | College Park   | 1      | 1      | 28,0   | 50,0  | 50,0   | 100  | 3,00    | 4,00    | 1,00   | 0,00   | 15,00  |
| 2020      | Agua Caliente  | 2      | 0      | 23,0   | 50,0  | 33,3   | 50,0 | 3,50    | 2,50    | 0,50   | 0,50   | 13,50  |
| 2020-2021 | Agua Caliente  | 11     | 10     | 31,6   | 45,3  | 28,6   | 65,8 | 6,20    | 3,30    | 1,50   | 0,30   | 16,60  |
| 2022      | Long Island    | 18     | 11     | 35,6   | 48,9  | 43,1   | 74,5 | 6,10    | 5,70    | 1,30   | 0,60   | 21,10  |
| Total     | Total          | 97     | 63     | 30,7   | 48,2  | 33,3   | 69,1 | 5,20    | 4,50    | 1,40   | 0,50   | 18,30  |

Mise à jour le 26 août 2021

## Records sur une rencontre en NBA
Les records personnels de Tyrone Wallace en NBA sont les suivants, :
| Type de statistique        | Saison régulière | Saison régulière                | Saison régulière | Playoffs | Playoffs                   | Playoffs      |
| Type de statistique        | Record           | Adversaire                      | Date             | Record   | Adversaire                 | Date          |
| -------------------------- | ---------------- | ------------------------------- | ---------------- | -------- | -------------------------- | ------------- |
| Points                     | 22               | @ Warriors de Golden State      | 10 janvier 2018  | 2        | 2 fois                     | 2 fois        |
| Paniers marqués            | 7                | 3 fois                          | 3 fois           | 1        | Warriors de Golden State   | 18 avril 2019 |
| Paniers tentés             | 15               | Pelicans de La Nouvelle-Orléans | 9 avril 2018     | 3        | Warriors de Golden State   | 18 avril 2019 |
| Paniers à 3 points réussis | 1                | 17 fois                         | 17 fois          | -        | -                          | -             |
| Paniers à 3 points tentés  | 5                | @ Spurs de San Antonio          | 18 mars 2022     | -        | -                          | -             |
| Lancers francs réussis     | 7                | 2 fois                          | 2 fois           | 2        | @ Warriors de Golden State | 13 avril 2019 |
| Lancers francs tentés      | 9                | @ Warriors de Golden State      | 10 janvier 2018  | 2        | @ Warriors de Golden State | 13 avril 2019 |
| Rebonds offensifs          | 3                | 2 fois                          | 2 fois           | -        | -                          | -             |
| Rebonds défensifs          | 7                | @ Suns de Phoenix               | 28 mars 2018     | 1        | Warriors de Golden State   | 18 avril 2019 |
| Rebonds totaux             | 8                | @ Suns de Phoenix               | 23 février 2018  | 1        | Warriors de Golden State   | 18 avril 2019 |
| Passes décisives           | 6                | 2 fois                          | 2 fois           | 3        | Warriors de Golden State   | 18 avril 2019 |
| Interceptions              | 3                | 4 fois                          | 4 fois           | -        | -                          | -             |
| Contres                    | 2                | 4 fois                          | 4 fois           | -        | -                          | -             |
| Balles perdues             | 4                | Lakers de Los Angeles           | 11 avril 2018    | 1        | Warriors de Golden State   | 18 avril 2019 |
| Minutes jouées             | 39               | @ Jazz de l'Utah                | 20 janvier 2018  | 9        | Warriors de Golden State   | 18 avril 2019 |

- Double-double : 0
- Triple-double : 0

Dernière mise à jour : 14 août 2022

## Vie privée
Ses parents sont Tyrone Wallace Sr. et Michelle Wallace. Il a un petit frère, Da’zion Wallace, et une petite sœur, Diamond Wallace, mais aussi un grand frère, Ryan Carolina.